# Estonian Juniors 2014
Das Estonian Juniors 2014 fand als bedeutendstes internationales Nachwuchsturnier von Estland im Badminton vom 5. bis zum 7. Dezember 2014 in Tartu statt. Es war die erste Auflage der Veranstaltung.

## Sieger und Platzierte
| Disziplin    | Gold                        | Silber                            | Bronze                                |
| ------------ | --------------------------- | --------------------------------- | ------------------------------------- |
| Herreneinzel | Valtteri Nieminen           | Christoph Syrch                   | Heiko Zoober                          |
| Herreneinzel | Valtteri Nieminen           | Christoph Syrch                   | Duarte Nuno Anjo                      |
| Dameneinzel  | Kristin Kuuba               | Helina Rüütel                     | Annmarie Oksa                         |
| Dameneinzel  | Kristin Kuuba               | Helina Rüütel                     | Stephanie Pinhary                     |
| Herrendoppel | Angelo Silva Ricardo Silva  | Elias Nicolaou Kyriacos Pissis    | Mikk Ounmaa Heiko Zoober              |
| Herrendoppel | Angelo Silva Ricardo Silva  | Elias Nicolaou Kyriacos Pissis    | Valtteri Nieminen Kaspar Suvi         |
| Damendoppel  | Kristin Kuuba Helina Rüütel | Magdalena Lajdová Denisa Šikalová | Kati-Kreet Marran Sale-Liis Teesalu   |
| Damendoppel  | Kristin Kuuba Helina Rüütel | Magdalena Lajdová Denisa Šikalová | Eleni Christodoulou Stephanie Pinhary |
| Mixed        | Mihkel Laanes Kristin Kuuba | Arttu Mahonen Annmarie Oksa       | Elias Nicolaou Eleni Christodoulou    |
| Mixed        | Mihkel Laanes Kristin Kuuba | Arttu Mahonen Annmarie Oksa       | Mario Saunpere Kati-Kreet Marran      |